# Mikojan-Gurevič MiG-29K
Mikojan-Gurevič MiG-29K (rusko Микоян МиГ-29K) je sovjetski in ruski dvomotorni reaktivni palubni večnamenski lovec četrte generacije. Razvit je bil konec 1980. let v oblikovalskem biroju Mikojan-Gurevič na podlagi lovca MiG-29.
Ruska vojna mornarica je za svojo letalonosilko Admiral Kuznjecov v začetku 1990. let sicer izbrala palubnega lovca Su-33, vendar je biro Mikojan-Gurevič kljub temu letalo razvijal naprej. Leta 2004 je letalo naročila Indijska vojna mornarica za svojo letalonosilko Vikramadija (45 letal). Ko se je flota Su-33 začela bližati koncu svoje življenjske dobe, je Ruska vojna mornarica leta 2009 naročila MiG-29K tudi za svojo letalonosilko Admiral Kuznjecov (20 običajnih letal in 4 trenažna, ki so bila vsa dostavljena do leta 2016). Eno rusko letalo je bilo izgubljeno 13. novembra 2016 v vojni operaciji proti Islamski državi.
MiG-29K se precej razlikuje od MiG-29M. Trup in podvozje sta okrepljena, da lahko letalo vzdrži stres pri pristajanju. Dodana so zložljiva krila in možnost prejemanja goriva od zračnih tankerjev.

## Opomba
1. ↑  Serijska proizvodnja se je začela leta 2005 za indijski MiG-29K/KUB[2][3]